# Paloma Berganza
Pour les articles homonymes, voir Berganza.
Paloma Berganza une chanteuse espagnole née à Madrid. Elle a fait des études de guitare, solfège et harmonie au Conservatoire royal supérieur de musique de Madrid. Elle étudie l’interprétation vocale et l’accompagnement avec le guitariste et compositeur Jorge Cardoso, le chant classique avec Ángeles Chamorro et Concha Doñaque, le jazz vocal avec la chanteuse Connie Philip et l’orthophonie en voix et interprétation avec Miguel Cuevas.
Bien que de formation classique et issue d’une famille de tradition lyrique (elle est la nièce de la mezzo-soprano Teresa Berganza), Paloma Berganza s’est très vite créé un style propre et inégalable dans ses répertoires de chanson française, bossa nova, jazz...
En 1996 elle remporta le second prix du prestigieux concours Vive la Reprise organisé par le Centre Chanson d´Expression Française au Théâtre de Vanves à Paris. Ce fut la première fois qu'un artiste non-francophone obtenait ce mérite.
Elle a participé au IIIe Festival d’Automne de Madrid avec la troupe de La Zapatera Prodigiosa de Garcia Lorca, au Théâtre Albéniz ; au Festival Europa Cantant IX à Strasbourg, avec la Cantate des Nations Unies de C. Halffter ; au Festival de Chansons basques de Rentería, avec le guitariste Eduardo Baranzano ; à la XVIIe Rencontre internationale Música de Cine (chanson), au Théâtre de la Maestranza ; au siège de l’O.N.U. ; avec la Fondation Príncip de Asturieas.
Paloma Berganza est une des voix féminines les plus intéressantes de l’actualité musicale espagnole; elle représente  sans aucun doute la meilleure interprète de Chanson française en Espagne, et l’une de ses meilleures représentantes au niveau international.  Ses premiers (Avec le temps) et deuxième CD (Boulevard Latino) ont été nommés Meilleur Album de Jazz (2003 et 2005) par l'Académie de musique espagnole (IVe et Ve éditions des Prix de la Musique).
L'album Avec le Temps reprend entre autres des titres de Jacques Brel La chanson des vieux amants - Ne me quitte pas - La valse à mille temps et des titres d'autres compositeurs, tels que Georges Moustaki.

## Répertoire
Avec le Temps - CD 2003
- Sous le ciel de Paris (Giraud - Dréjac)
- Avec le temps (Léo Ferré)
- Le parapluie (Georges Brassens)
- Hymne à l'amour (Édith Piaf - Monnot)
- Ne me quitte pas (Jacques Brel)
- Les Eaux de mars (Georges Moustaki - Jobim)
- Milord (Georges Moustaki - Monnot)
- Ma solitude (Georges Moustaki)
- Padam, padam (Glanzberg - Contet)
- La Vie en rose (Édith Piaf - Louiguy)
- Nous sommes deux (Georges Moustaki - Théodorakis)
- La Chanson des vieux amants (Jacques Brel)
- La Valse à mille temps (Jacques Brel)

Boulevard Latino - CD 2005
- J’oublie (Piazzolla - Taraezi)
- Que reste-t-il de nos amours (Charles Trenet)
- Les Feuilles mortes (Kosma - Jacques Prevert)
- Vuelvo al Sur (Piazzolla - Solanas)
- Se equivocó la paloma (Guastavino - Alberti)
- Moliendo café (Manzo)
- Volver (Gardel - Lepera)
- O che o che
- Bahia (Barroso)
- Disparada (Barros de Theophilo - Vandre - Pedrosa de Araujo)

## Récitals et concerts récents
Liste non exhaustive :
Théâtre espagnol de Madrid (Teatro Espanol)
Théâtre Calderon (Valladolid)
Théâtre Guimerá (Tenerife)
Fondation La Caixa (Palma de Majorque)
Université international Menendez y Pelayo (Santander)
Club Calle 54 (Madrid) 
L’Espai (Barcelone)